# Keith (nome)
Keith  è un nome proprio di persona inglese e gaelico scozzese maschile.

## Varianti
- Scozzese
  - Femminili: Keitha[1]

## Origine e diffusione
Riprende il cognome gaelico scozzese Keith, a sua volta tratto dal nome di Keith (un villaggio del Moray, in Scozia), o da altri luoghi omonimi. Secondo alcune interpretazioni, il toponimo di questo villaggio sarebbe derivato probabilmente dal termine brittonico cet, che significa "bosco", mentre altre lo riconducono allo scozzese gaoth, "vento". 
Va notato che il cognome Keith venne portato da una longeva dinastia nobiliare scozzese, la cui tradizione di famiglia propone un'ulteriore etimologia, cioè dal nome della tribù germanica dei Catti, di cui i Keith sarebbero discendenti; il nome di questo popolo è da ricondurre all'irlandese antico cath ("battaglia") o al gallese coed ("legno").
L'uso di Keith come nome proprio di persona è attestato a partire dal XIX secolo.

## Onomastico
Il nome è adespota, cioè non è portato da alcun santo. L'onomastico ricade pertanto il 1º novembre.

## Persone

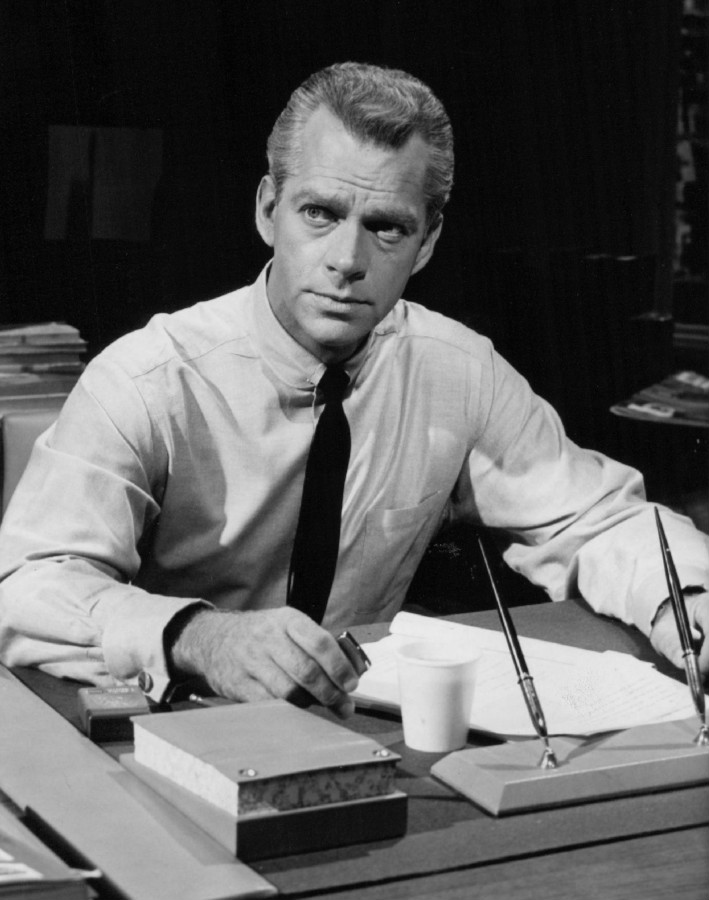
Keith Andes

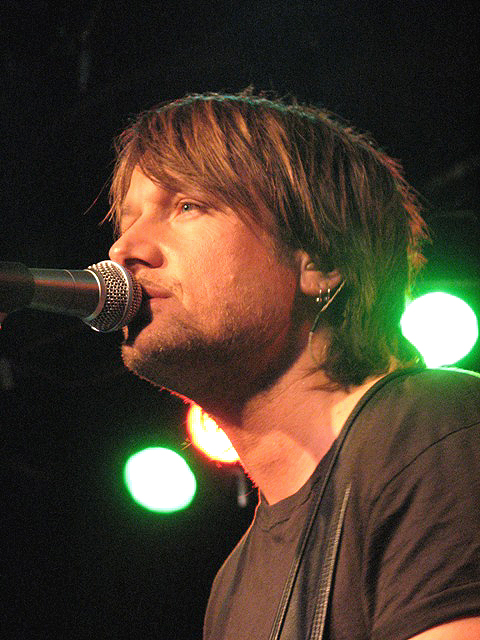
Keith Urban

- Keith Andes, attore cinematografico, teatrale, radiofonico e televisivo statunitense
- Keith Carradine, attore statunitense
- Keith David, attore e doppiatore statunitense
- Keith Devlin, matematico e scrittore inglese
- Keith Emerson, tastierista, pianista e compositore britannico
- Keith Gillespie, calciatore nordirlandese
- Keith Haring, pittore e writer statunitense
- Keith Jarrett, pianista, clavicembalista e compositore statunitense
- Keith Langford, cestista statunitense
- Keith Moon, batterista britannico
- Keith Newton, sacerdote cattolico ed ex vescovo anglicano inglese
- Keith O'Brien, arcivescovo cattolico e cardinale scozzese
- Keith Richards, chitarrista e compositore britannico
- Keith Tkachuk, hockeista su ghiaccio statunitense
- Keith Urban, cantante neozelandese

## Il nome nelle arti
- Keith Evans è un personaggio della serie di videogiochi Psychic Force.
- Keith Kenyon, più noto come Goldface, è un personaggio dei fumetti DC Comics.
- Keith Kogane è un personaggio del cartone Voltron: Legendary Defender
- Keith Mars è un personaggio della serie televisiva Veronica Mars.
- Keith Remsen, più noto come Nightmask, è un personaggio dei fumetti Marvel Comics.
- Keith Zetterstrom è un personaggio del film del 2005 Keith, diretto da Todd Kessler.